# Könyves Tóth Erzsi
Könyves Tóth Erzsi névvariánsok: K. Tóth Erzsi; Könyves-Tóth Erzsi (Budapest, 1904. február 12. – Budapest, 1975. március 26.) Jászai Mari-díjas magyar színésznő, bábművész.

## Életpályája
Könyves Tóth Kálmán mérnök és Barzal Amália lányaként született. Apai nagyapja Könyves Tóth Mihály író, református lelkész, esperes, nagybátyja Könyves Tóth Mihály mérnök volt. 
Színésznőként 1922-ben végzett az Országos Magyar Királyi Színművészeti Akadémián. Pályáját Kolozsváron kezdte. 1926-tól vidéki színházak foglalkoztatták. Játszott Miskolcon, Debrecenben, Szegeden, Hódmezővásárhelyen, Szolnokon, Gyulán és Pécsen. 1935-től a budapesti Nemzeti Színház, 1947-től a Madách Színház művésznője volt. 1949-től a Hunnia Filmgyár szerződtette, 1950-től 1960-ig, nyugdíjba vonulásáig az Állami Bábszínházban szerepelt. 1957-ben Jászai Mari-díjat kapott.

## Fontosabb színházi szerepei
- William Shakespeare: Rómeó és Júlia... Júlia
- William Shakespeare: Othello... Desdemona
- William Shakespeare: Hamlet... Ophelia
- Edmond Rostand: Cyrano de Bergerac... Roxane
- Friedrich Schiller: Tell Vilmos... Gertrud, Stauffacher felesége
- Carlo Gozzi: Szarvaskirály... Ninetta, kocsmároslány
- Katona József: Bánk bán... Melinda
- Madách Imre: Az ember tragédiája... Hippia; Éva
- Jókai Mór: Az aranyember... Tímea
- Petőfi Sándor – Képes Géza: János vitéz... Mostoha
- Bródy Sándor: A tanítónő... Tóth Flóra
- Móra Ferenc: Csalavári Csalavér... Csalaváriné
- Tersánszky Józsi Jenő: Misi Mókus újabb kalandjai... Szajkó néni
- Tatay Sándor: Kinizsi Pál... Orsik, dajka
- Benedek András – Tamássy Zdenko: Százszorszép... Boszorkány
- Gádor Béla – Bágya András: Potyautazás... Ibolyka, Bugyuta Kázmér szerelme
- Tamási Áron: Búbos vitéz... Őz Suta
- Erdődy János: New-York 42. utca... Leila Shannon, a Broadway sztárja
- Mészöly Miklós: Terülj táska... Anyóka
- Mészöly Miklós: Csodafazék... Galszán felesége
- Ignácz Rózsa: Tündér Ibrinkó... Mózsiné
- Babay József: Csodatükör... Mikán néni
- Szilágyi Dezső: Ezüstfurulya... Táltos
- Bánd Anna – Devecseri Gábor – Nyina Vlagyimirovna Gernet: Aladdin csodalámpája... Budhur hercegnő
- Vlagyimir Szolomonovics Poljakov: 2:0 a javunkra... Xénia, a nagyanyja
- Ercole Luigi Morselli: Glaukos... Párkák

## Filmes szerepei
- Hat hét boldogság (1939)
- Erdélyi kastély (1940)
- Ma, tegnap, holnap (1941)
- Felszabadult föld (1951)
- Déryné (1951)
- Postásmese (1959; tévéjáték) – Postamanó
- Mi újság a Futrinka utcában? (1962-1964) – Egerentyüné (hang)

## Szinkronszerepei
| Év   | Cím           | Szereplő               | Színész           | Szinkron év |
| ---- | ------------- | ---------------------- | ----------------- | ----------- |
| 1949 | Berlin eleste | N/A                    | N/A               | 1950        |
| 1950 | Hatalmas erő  | Lavrov felesége, orvos | Galina Inyutyina  | 1951        |
| 1950 | Zsukovszkij   | Zsukovszkij anyja      | Szofja Giacintova | 1951        |